# Llista d'ocells d'Oklahoma
Aquesta llista d'ocells d'Oklahoma inclou totes les espècies d'ocells trobats a Oklahoma: 467, de les quals 10 es troben globalment amenaçades d'extinció i 7 hi foren introduïdes.
Els ocells s'ordenen per famílies i espècies:

## Anatidae
- Dendrocygna autumnalis
- Dendrocygna bicolor
- Anser albifrons
- Chen caerulescens
- Chen rossii
- Branta bernicla
- Branta leucopsis
- Branta hutchinsonii
- Branta canadensis
- Cygnus olor
- Cygnus buccinator
- Cygnus columbianus
- Aix sponsa
- Anas strepera
- Anas penelope
- Anas americana
- Anas rubripes
- Anas platyrhynchos
- Anas fulvigula
- Anas discors
- Anas cyanoptera
- Anas clypeata
- Anas acuta
- Anas querquedula
- Anas formosa
- Anas crecca
- Aythya valisineria
- Aythya americana
- Aythya collaris
- Aythya marila
- Aythya affinis
- Melanitta perspicillata
- Melanitta fusca
- Melanitta nigra
- Clangula hyemalis
- Bucephala albeola
- Bucephala clangula
- Bucephala islandica
- Lophodytes cucullatus
- Mergus merganser
- Mergus serrator
- Oxyura jamaicensis

## Phasianidae
- Phasianus colchicus
- Centrocercus minimus
- Tympanuchus phasianellus
- Tympanuchus cupido
- Tympanuchus pallidicinctus
- Meleagris gallopavo

## Odontophoridae
- Callipepla squamata
- Colinus virginianus

## Gaviidae
- Gavia stellata
- Gavia pacifica
- Gavia immer
- Gavia adamsii

## Podicipedidae
- Tachybaptus dominicus
- Podilymbus podiceps
- Podiceps auritus
- Podiceps grisegena
- Podiceps nigricollis
- Aechmorphorus occidentalis
- Aechmorphorus clarkii

## Pelecanidae
- Pelecanus erythrorhynchos
- Pelecanus occidentalis

## Phalacrocoracidae
- Phalacrocorax brasilianus
- Phalacrocorax auritus

## Anhingidae
- Anhinga anhinga

## Fregatidae
- Fregata magnificens
- Fregata minor

## Ardeidae
- Botaurus lentiginosus
- Ixobrychus exilis
- Ardea herodias
- Ardea alba
- Egretta thula
- Egretta caerulea
- Egretta tricolor
- Egretta rufescens
- Bubulcus ibis
- Butorides virescens
- Nycticorax nycticorax
- Nyctanassa violacea

## Threskiornithidae
- Eudocimus albus
- Plegadis falcinellus
- Plegadis chihi
- Ajaia ajaja

## Ciconiidae
- Jabiru mycteria
- Mycteria americana

## Cathartidae
- Coragyps atratus
- Cathartes aura

## Accipitridae
- Pandion haliaetus
- Elanoides forficatus
- Elanus leucurus
- Ictinia mississippiensis
- Haliaeetus leucocephalus
- Circus cyaneus
- Accipiter striatus
- Accipiter cooperii
- Accipiter gentilis
- Asturina nitida
- Parabuteo unicinctus
- Buteo lineatus
- Buteo platypterus
- Buteo swainsoni
- Buteo jamaicensis
- Buteo regalis
- Buteo lagopus
- Aquila chrysaetos

## Falconidae
- Caracara cheriway
- Falco sparverius
- Falco columbarius
- Falco rusticolus
- Falco peregrinus
- Falco mexicanus

## Rallidae
- Coturnicops noveboracensis
- Laterallus jamaicensis
- Rallus elegans
- Rallus limicola
- Porzana carolina
- Porphyrio martinica
- Gallinula chloropus
- Fulica americana

## Gruidae
- Grus canadensis
- Grus americana

## Charadriidae
- Pluvialis squatarola
- Pluvialis dominica
- Charadrius alexandrinus
- Charadrius wilsonia
- Charadrius semipalmatus
- Charadrius melodus
- Charadrius vociferus
- Charadrius montanus

## Recurvirostridae
- Himantopus mexicanus
- Recurvirostra americana

## Scolopacidae
- Tringa melanoleuca
- Tringa flavipes
- Tringa solitaria
- Catoptrophorus semipalmatus
- Actitis macularia
- Bartramia longicauda
- Numenius borealis
- Numenius phaeopus
- Numenius americanus
- Limosa haemastica
- Limosa fedoa
- Arenaria interpres
- Calidris canutus
- Calidris alba
- Calidris pusilla
- Calidris mauri
- Calidris minutilla
- Calidris fuscicollis
- Calidris bairdii
- Calidris melanotos
- Calidris maritima
- Calidris alpina
- Calidris ferruginea
- Calidris himantopus
- Tryngites subruficollis
- Philomachus pugnax
- Limnodromus griseus
- Limnodromus scolopaceus
- Gallinago delicata
- Scolopax minor
- Phalaropus tricolor
- Phalaropus lobatus
- Phalaropus fulicarius

## Laridae
- Stercorarius pomarinus
- Stercorarius parasiticus
- Larus atricilla
- Larus pipixcan
- Larus minutus
- Larus ridibundus
- Larus philadelphia
- Larus heermanni
- Larus canus
- Larus delawarensis
- Larus californicus
- Larus argentatus
- Larus thayeri
- Larus glaucoides
- Larus fuscus
- Larus glaucescens
- Larus hyperboreus
- Larus marinus
- Xema sabini
- Rissa tridactyla
- Hydroprogne caspia
- Sterna maxima
- Sterna hirundo
- Sterna paradisaea
- Sterna forsteri
- Sternula antillarum
- Chlidonias niger
- Rynchops niger

## Columbidae
- Columba livia
- Patagioenas fasciata
- Streptopelia decaocto
- Zenaida asiatica
- Zenaida macroura
- Ectopistes migratorius
- Columbina inca
- Columbina passerina

## Psittacidae
- Myiopsitta monachus
- Conuropsis carolinensis

## Cuculidae
- Coccyzus erythropthalmus
- Coccyzus americanus
- Geococcyx californianus
- Crotophaga sulcirostris

## Tytonidae
- Tyto alba

## Strigidae
- Megascops kennicottii
- Megascops asio
- Bubo virginianus
- Bubo scandiacus
- Athene cunicularia
- Strix varia
- Asio otus
- Asio flammeus
- Aegolius acadicus

## Caprimulgidae
- Chordeiles acutipennis
- Chordeiles minor
- Phalaenoptilus nuttallii
- Caprimulgus carolinensis
- Caprimulgus vociferus

## Apodidae
- Chaetura pelagica
- Aeronautes saxatalis

## Trochilidae
- Colibri thalassinus
- Cynanthus latirostris
- Archilochus colubris
- Archilochus alexandri
- Calypte anna
- Stellula calliope
- Selasphorus platycercus
- Selasphorus rufus

## Alcedinidae
- Ceryle torquata
- Ceryle alcyon

## Picidae
- Melanerpes lewis
- Melanerpes erythrocephalus
- Melanerpes formicivorus
- Melanerpes aurifrons
- Melanerpes carolinus
- Sphyrapicus thyroideus
- Sphyrapicus varius
- Sphyrapicus nuchalis
- Picoides scalaris
- Picoides pubescens
- Picoides villosus
- Picoides borealis
- Colaptes auratus
- Dryocopus pileatus
- Campephilus principalis

## Tyrannidae
- Contopus cooperi
- Contopus sordidulus
- Contopus virens
- Empidonax flaviventris
- Empidonax virescens
- Empidonax alnorum
- Empidonax traillii
- Empidonax minimus
- Empidonax hammondii
- Empidonax wrightii
- Empidonax oberholseri
- Empidonax occidentalis
- Sayornis nigricans
- Sayornis phoebe
- Sayornis saya
- Pyrocephalus rubinus
- Myiarchus tuberculifer
- Myiarchus cinerascens
- Myiarchus crinitus
- Pitangus sulphuratus
- Tyrannus vociferans
- Tyrannus verticalis
- Tyrannus tyrannus
- Tyrannus forficatus

## Laniidae
- Lanius ludovicianus
- Lanius excubitor

## Vireonidae
- Vireo griseus
- Vireo bellii
- Vireo atricapilla
- Vireo vicinior
- Vireo flavifrons
- Vireo plumbeus
- Vireo cassinii
- Vireo solitarius
- Vireo gilvus
- Vireo philadelphicus
- Vireo olivaceus

## Corvidae
- Perisoreus canadensis
- Cyanocitta stelleri
- Cyanocitta cristata
- Aphelocoma californica
- Gymnorhinus cyanocephalus
- Nucifraga columbiana
- Pica hudsonia
- Corvus brachyrhynchos
- Corvus ossifragus
- Corvus cryptoleucus
- Corvus corax

## Alaudidae
- Eremophila alpestris

## Hirundinidae
- Progne subis
- Tachycineta bicolor
- Tachycineta thalassina
- Stelgidopteryx serripennis
- Riparia riparia
- Petrochelidon pyrrhonota
- Petrochelidon fulva
- Hirundo rustica

## Paridae
- Poecile carolinensis
- Poecile atricapilla
- Poecile gambeli
- Baeolophus ridgwayi
- Baeolophus bicolor
- Baeolophus atricristatus

## Remizidae
- Auriparus flaviceps

## Aegithalidae
- Psaltriparus minimus

## Sittidae
- Sitta canadensis
- Sitta carolinensis
- Sitta pygmaea
- Sitta pusilla

## Certhiidae
- Certhia americana

## Troglodytidae
- Salpinctes obsoletus
- Catherpes mexicanus
- Thryothorus ludovicianus
- Thryomanes bewickii
- Troglodytes aedon
- Troglodytes troglodytes
- Cistothorus platensis
- Cistothorus palustris

## Regulidae
- Regulus satrapa
- Regulus calendula

## Sylviidae
- Polioptila caerulea

## Turdidae
- Sialia sialis
- Sialia mexicana
- Sialia currucoides
- Myadestes townsendi
- Catharus fuscescens
- Catharus minimus
- Catharus ustulatus
- Catharus guttatus
- Hylocichla mustelina
- Turdus migratorius
- Ixoreus naevius

## Mimidae
- Dumetella carolinensis
- Mimus polyglottos
- Oreoscoptes montanus
- Toxostoma rufum
- Toxostoma curvirostre

## Sturnidae
- Sturnus vulgaris

## Motacillidae
- Anthus rubescens
- Anthus spragueii

## Bombycillidae
- Bombycilla garrulus
- Bombycilla cedrorum

## Ptilogonatidae
- Phainopepla nitens,

## Parulidae
- Vermivora pinus
- Vermivora chrysoptera
- Vermivora peregrina
- Vermivora celata
- Vermivora ruficapilla
- Vermivora virginiae
- Parula americana
- Dendroica petechia
- Dendroica pensylvanica
- Dendroica magnolia
- Dendroica tigrina
- Dendroica caerulescens
- Dendroica coronata
- Dendroica nigrescens
- Dendroica virens
- Dendroica townsendi
- Dendroica fusca
- Dendroica dominica
- Dendroica graciae
- Dendroica pinus
- Dendroica discolor
- Dendroica palmarum
- Dendroica castanea
- Dendroica striata
- Dendroica cerulea
- Mniotilta varia
- Setophaga ruticilla
- Protonotaria citrea
- Helmitheros vermivorus
- Limnothlypis swainsonii
- Seiurus aurocapilla
- Seiurus noveboracensis
- Seiurus motacilla
- Oporornis formosus
- Oporornis agilis
- Oporornis philadelphia
- Oporornis tolmiei
- Geothlypis trichas
- Wilsonia citrina
- Wilsonia pusilla
- Wilsonia canadensis
- Icteria virens

## Thraupidae
- Piranga rubra
- Piranga olivacea
- Piranga ludoviciana

## Emberizidae
- Pipilo chlorurus
- Pipilo maculatus
- Pipilo erythrophthalmus
- Pipilo fuscus
- Aimophila cassinii
- Aimophila aestivalis
- Aimophila ruficeps
- Spizella arborea
- Spizella passerina
- Spizella pallida
- Spizella breweri
- Spizella pusilla
- Pooecetes gramineus
- Chondestes grammacus
- Amphispiza bilineata
- Amphispiza belli
- Calamospiza melanocorys
- Passerculus sandwichensis
- Ammodramus savannarum
- Ammodramus bairdii
- Ammodramus henslowii
- Ammodramus leconteii
- Ammodramus nelsoni
- Passerella iliaca
- Melospiza melodia
- Melospiza lincolnii
- Melospiza georgiana
- Zonotrichia albicollis
- Zonotrichia querula
- Zonotrichia leucophrys
- Junco hyemalis
- Calcarius mccownii
- Calcarius lapponicus
- Calcarius pictus
- Calcarius ornatus
- Plectrophenax nivalis

## Cardinalidae
- Cardinalis cardinalis
- Cardinalis sinuatus
- Pheucticus ludovicianus
- Pheucticus melanocephalus
- Passerina caerulea
- Passerina amoena
- Passerina cyanea
- Passerina ciris
- Spiza americana

## Icteridae
- Dolichonyx oryzivorus
- Agelaius phoeniceus
- Sturnella magna
- Sturnella neglecta
- Xanthocephalus xanthocephalus
- Euphagus carolinus
- Euphagus cyanocephalus
- Quiscalus quiscula
- Quiscalus mexicanus
- Molothrus bonariensis
- Molothrus aeneus
- Molothrus ater
- Icterus spurius
- Icterus bullockii
- Icterus galbula

## Fringillidae
- Pinicola enucleator
- Carpodacus purpureus
- Carpodacus cassinii
- Carpodacus mexicanus
- Loxia curvirostra
- Loxia leucoptera
- Carduelis flammea
- Carduelis pinus
- Carduelis psaltria
- Carduelis tristis
- Coccothraustes vespertinus

## Passeridae
- Passer domesticus[1]